# Sylvirana guentheri
Sylvirana guentheri es una especie de anfibio anuro de la familia Ranidae.

## Distribución geográfica
Esta se encuentra en:
- China en las provincias de Sichuan, Yunnan, Guizhou, Hunan, Anhui, Zhejiang, Jiangsu, Jiangxi, Hubei, Hunan, Fujian, Guangdong, Guangxi y Hainan, y sólo en Hong Kong y Macao;
- Taiwán
- Vietnam;
- Bután.[3]

Fue introducido en Guam.

## Descripción
Los machos miden de 63 a 68 mm y las hembras de 75 a 76 mm. Sylvirana guentheri tiene un color beige con una franja más oscura en los flancos. Su piel es lisa. Los tímpanos son claramente visibles y están bordeados por una franja blanca. Las costillas traseras son claramente visibles.

## Etimología
Esta especie lleva el nombre en honor a Albert Günther.

## Gastronomía
Sylvirana guentheri es una de las especies de anfibios consumidos en Vietnam y su carne es particularmente apreciada.

## Publicación original
- Boulenger, 1882 : Catalogue of the Batrachia Salientia s. Ecaudata in the collection of the British Museum, ed. 2, p. 1-503[4]